# کورتاتزونه
کورتاتزونه (به ایتالیایی: Cortazzone) یک کومونه در ایتالیا است که در استان آسته واقع شده‌است.

## خصوصیات
کورتاتزونه ۱۰٫۴ کیلومترمربع مساحت و ۶۵۸ نفر جمعیت دارد و ۲۲۵ متر بالاتر از سطح دریا واقع شده‌است.